# 妖艳吉丁虫
妖艳吉丁虫（学名：Buprestis mirabilis），吉丁虫科吉丁虫属 Akiyamaia 亚属的模式种，为台湾特有种，被列入台湾保育物种列表，2023年被收录入中国《有重要生态、科学、社会价值的陆生野生动物名录》。